# John Charles Dollman

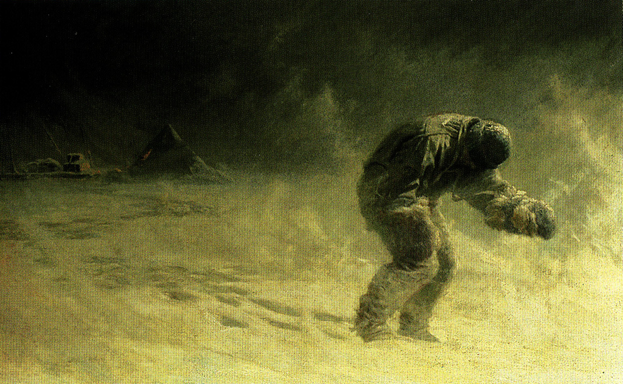
A Very Gallant Gentleman de John Charles Dollman.

John Charles Dollman (6 mai 1851, Hove — 11 décembre 1934) était un peintre et illustrateur anglais.

## Biographie
Son studio se situait à Bedford Park, proche de la Royal Academy où il exposa des années 1870 à 1912. Il fut membre de la Royal Watercolour Society, du Royal Institute of Painters in Water Colours et du Royal Institute of Oil Painters.
Il est le père du mammalogiste Guy Dollman.